# Пуланьдянь
Пуланьдя́нь (кит. упр. 普兰店, пиньинь Pǔlándiàn) — городской уезд города субпровинциального значения Далянь (КНР). Располагается в северной части Даляня на полуострове Ляодун.

## История
После окончания Второй мировой войны в сентябре 1945 года из частей существовавших во времена Маньчжоу-го уездов Цзиньсянь и Фусянь был образован уезд Синьцзинь (新金县) провинции Аньдун, власти которого разместились в посёлке Пицзыво (貔子窝). После перехода этих мест под власть коммунистов провинция Аньдун была упразднена, и уезд в 1948 году вошёл в состав провинции Ляонин. В 1949 году была образована провинция Ляодун, и уезд вошёл в её состав, а после её ликвидации в 1954 году вновь оказался в составе провинции Ляонин.
В 1956 году в составе провинции Ляонин был образован Специальный район Ляоян (辽阳专区), и уезд вошёл в его состав. В 1958 году власти уезда Синьцзинь переехали из посёлка Пицзыво в посёлок Пуланьдянь. В 1959 году уезд был передан под юрисдикцию властей города ЛюйДа. В 1966 году в составе провинции Ляонин был образован Специальный район Ляонань (辽南专区), и уезд вошёл в его состав, но в 1968 году был возвращён под юрисдикцию города Люйда, в 1981 году переименованного в Далянь.
В 1991 году уезд Синьцзинь был расформирован, а вместо него был образован городской уезд Пуланьдянь. В 2015 году городской уезд был преобразован в район городского подчинения.

## Административно-территориальное деление
Район Пуланьдянь делится на 15 уличных комитета, 5 посёлков, 2 волости и 1 национальную волость.

## Экономика
Основные отрасли — сельское хозяйство, рыболовство и рыборазведение. Промышленность представлена производством электрооборудования, продуктов питания, сборочными производствами.